# ۱۵ نوامبر
۱۵ نوامبر در تقویم گرگوری، سیصد و نوزدهمین (در سال‌های کبیسه سیصد و بیستمین) روز سال است. ۴۶ روز تا پایان سال باقی است.

## رویدادها
- ۱۹۴۵ پیوستن ونزوئلا به سازمان ملل متحد
- ۱۹۸۳ تشکیل جمهوری ترک قبرس شمالی که تنها از سوی ترکیه به رسمیت شناخته شده‌است.
- ۱۹۸۸ شوروی شاتل فضایی خود را بدون سرنشین به مدار زمین فرستاد و بازگرداند.
- ۲۰۰۶ - مایکل جکسون برای آخرین بار در زندگی‌اش بر روی صحنه رفت و جایزهٔ الماس را از مراسم جوایز موسیقی جهان دریافت کرد.

## زادروزها
- ۱۷۱۷ - دالامبر ریاضی‌دان بزرگ فرانسوی
- ۱۷۳۸ - ویلیام هرشل، ستاره‌شناس انگلیسی
- ۱۸۹۱ - اروین رومل، فیلدمارشال آلمانی
- ۱۸۸۶ - رنه گنون، فیلسوف و عارف فرانسوی
- ۱۹۶۴ – آلان ام. تیلور، استاد اقتصاد بریتانیایی-آمریکایی در دانشگاه کالیفرنیا، دیویس
- ۱۹۸۷ – برونو گاما، بازیکن فوتبال اهل پرتغال

## درگذشت‌ها
- ۶۵۵ - پندا، شاه مرسیا
- ۱۶۳۰ - یوهانس کپلر، دانشمند و ریاضیدان و ستاره‌شناس سرشناس آلمانی
- ۲۰۰۰ -
  - ادواردو آنیلی، فرزند جیانی آنیلی سرمایه‌دار و میلیاردر ایتالیایی
- ۲۰۰۷ – جورج فن متر، دوچرخه‌سوار اهل ایالات متحده آمریکا (ز. ۱۹۳۲)

## مناسبت‌ها
- روز جهانی نویسندگان دربند